# Spinus barbatus
El jilguero golinegro, jilguero o cabecita negra austral (Spinus barbatus) es una especie de ave paseriforme de la familia Fringillidae propia del sur de Sudamérica.

## Descripción
Mide entre los 13 a 14 cm de longitud.
El macho tiene la parte superior de la cabeza y la garganta de color negro. La espalda amarilla verdosa oscura con listas negras. El pecho, vientre y obispillo son amarillo intenso. 
Las plumas de las alas son negras con una franja amarilla; las plumas de la cola son negras con bordes amarillos. El pico es bastante grueso y de color gris. 
La hembra carece del color negro del macho y se pueden distinguir dos fases de plumaje, la amarilla y la gris pero en ambas las partes inferiores generalmente son grisáceas.
Muy activo.

## Distribución geográfica
En Chile desde Atacama hasta la isla Grande de Tierra del Fuego.
En el oeste y sur de Argentina, desde Neuquén hasta Tierra del Fuego e islas Malvinas.

## Hábitat
Desde la zona costera hasta los 1.500 m.
En claros de los bosques, zonas de matorrales y campos cultivados. No le asusta la presencia humana, frecuentando en primavera los campos cultivados, huertos y jardines cercanos de las casas de poblados. Aunque si siente peligro, la bandada vuela a lo alto del árbol más próximo hasta que regresa la tranquilidad.
En las islas Malvinas le gustan las praderas con gran densidad de Poa flabellata o lugares con plantaciones de árboles o arbustos espinosos como la retama (Ulex spp.).
Se le encuentra en grupos de 10, 15 o 20 individuos, incluso 60 en invierno en bandadas ruidosas.

## Alimentación
Se alimentan de las semillas de los árboles del ñire o haya antártica (Nothofagus antarctica), de las araucarias (Araucaria araucana) y de los maitenes (Maytenus boaria).
Aunque su dieta se compone de semillas de las plantas pertenecientes a las familias Asteraceae, Brassicaceae, Chenopodiaceae y Solanaceae busca con preferencia semillas de Camelina microcarpa y de Sisymbrium spp., también come insectos de los siguientes órdenes: Diptera (larvas), Hemiptera (Psylidae) y Homoptera (Aphidae). Está resultando una ayuda importante en el control de la plaga de la polillas (Rhyacionia buoliana) en las plantaciones de pinos jóvenes al utilizarlo como alimento para las crías.

## Reproducción

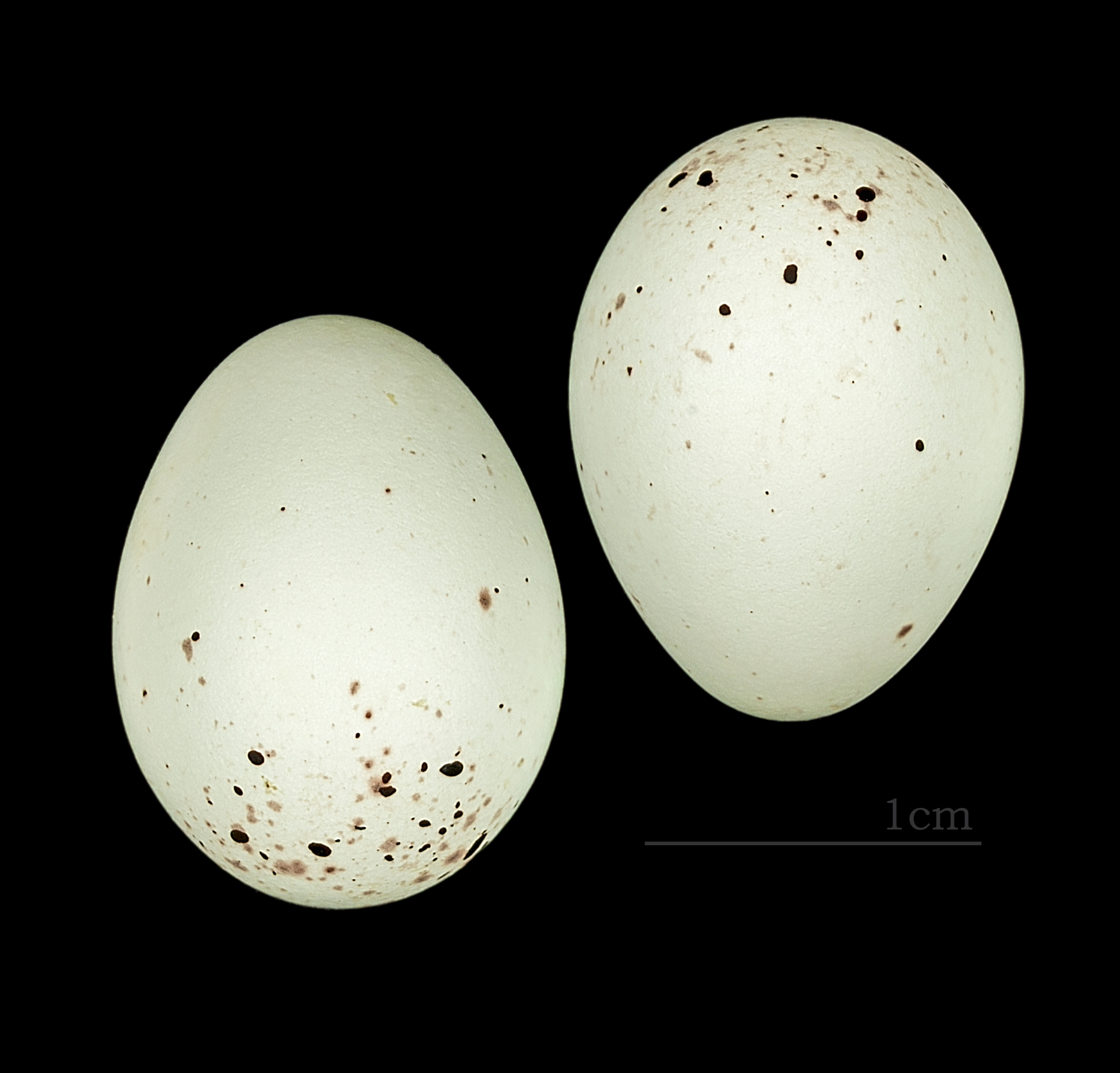
Huevos de jilguero golinegro

Se desarrolla entre septiembre y diciembre. Meses antes, después de un invierno suave.
La hembra construye su nido en la bifurcación de una rama de árbol a poca altura o en un arbusto entre los pastizales. Tiene forma de taza, utiliza fibras vegetales, musgo y el interior lo rellena con crines, plumas y lana.
La postura es de 3 a 6 huevos celeste muy claro casi blancos, lisos o con pintas café no muy notorias, de 18 x 13 mm. Hace tres puestas al año.